# Svensk Botanisk Tidskrift
Svensk Botanisk Tidskrift (SBT) startades 1907. Den utkommer med fyra-fem nummer per år och ges ut av Svenska Botaniska Föreningen i Uppsala, som också ger ut tidskriften Vilda Växter.
Tidskriften behandlar ämnen av intresse för nordiska botanister, såsom systematik, botanik (floristik), växtgeografi och ekologi. 